# Batman: City Of Scars
Batman: City Of Scars (Ciudad de Cícatrices) es un fan film de bajo presupuesto basado en el superhéroe de cómic Batman, fue dírigida por Aaron Schoenke y su hermano Sean. La película no está ligada a nada relativo a las películas de Batman, ni las antiguas de Tim Burton y Joel Schumacher ni las nuevas de Christopher Nolan. La película se fílmo en 21 días y contó con el modesto presupuesto de 27.000 de dólares. Toda la trama gira en torno al Asilo Arkham y al The Joker.

## Argumento Detallado
Tras el escape del Joker y al envenenar a una enfermera de Arkham para poder escapar, El Joker asesina a las esposa de un concejal y lo rapta a él y su hijo. Batman quien estaba investigando el escape de Zsasz, va tras el Joker, ya que él es siempre la prioridad. Batman tras escuchar a la detective Renee Montoya sobre si Batman es más dañino que bueno, y al pensar que la vida del chico está en riesgo se llena de coraje, rabia e ira y va tras Harley Quinn para saber si el Joker le ha dicho algo sobre lo que planea, ella niega saber algo, pero le dice que El Ventrilocuo le debe un favor, por lo que Batman va a hacerle una visita a su club clandestino.
Batman entra al Club y tiene una feroz batalla con los criminales para dejar en claro que ya no serán tolerados en Gotham. Arnold Wesker al verlo en el club decide sacar a Scarface a flote. Mientras, Batman se entera de que Zsasz está ahí y tienen una pelea en la que Batman lo asfixia con una cadena. Al entrar Batman a la oficina de Wesker ve que ya tiene a Scarface. Batman alegando que la vida del niño esta en juego, agarra a Scarface y amenaza con decapitarlo si Wesker no le dice donde esta el Joker, temiendo que le "haga daño" a Scarface le dice todo.
En un carnaval del 4 de julio, El Joker mata al concejal con su líquido de risas, el niño ya ha perdido a sus dos padres. En el carnaval, el Joker se sube a un juego donde es emboscado por Batman quien trata de matarlo, luego al ver que está dando un mal ejemplo, lo deja ir y va al rescate del niño, pero el operador del juego no lo permite, acto seguido, Batman le quita la pistola al enano y le dice "Muevete", Batman descubre que el "niño" es una bomba y con la Bat-rope la lanza al cielo donde explota.
Batman sigue al Joker (a quién le puso un rastreador sabiendo que lo llevaría al verdadero niño) en la Batcycle. El Joker descubre que el niño se ha escapado, pero sigue ahí apuntándolo con una pistola, El Joker trata de engañarlo para darle la pistola (la cual está cargada) y cuando el Joker se dispone a matarlo con otra pistola que él llevaba que aparentaba ser de juguete, Batman aparece y le hiere el brazo con tres batarangs a la vez que el Joker es asesinado por el niño. Batman al ver como está él niño el le pregunta: ¿Por qué no salvaste a mis padres?.
Al final vemos un discurso de Batman en el que dice que aún tras su muerte el Joker sigue riendo al último, que hay miles de familias destruidas por su reinado del terror, que ha fallado, a Gotham al niño incluso a sus padres, ya que Batman está para hacer que lo que le pasó a Bruce Wayne no le pasé a nadie más, y que si acaso el niño hizo lo correcto o si él tuvo miedo de seguir el camino del asesino de sus padres, la muerte del Joker causa la ira de todos los delincuentes (grandes y vulgares) y que la batalla recién ha comenzado.

## Reparto
- Kevin Porter: Batman / Bruce Wayne
- Paul Molnar: El Joker
- Jay Caputo: Arnold Wesker / Scarface
- Madelyn Rae: Harley Quinn
- Christopher Parker: Detective Crispus Allen
- Katie Joy Horwitch: Renne Montoya
- Guy Grundy: Victor Zsasz
- Tess Kielhamer: Canario Negro (cameo)